# Scopula rebeli
Scopula rebeli là một loài bướm đêm trong họ Geometridae.